# Chimpui
Chimpui (яп. チンプイ Тимпуй) — незаконченная манга, автором и иллюстратором которой является Фудзико Ф. Фудзио, публиковалась с 1985 по 1991 год. Всего было планировано выпустить 60 глав манги, однако выпуск двух последних так и не состоялся до смерти автора. По мотивам манги студией Production I.G был выпущен аниме-сериал, который транслировался по телеканалу TV Asahi с 2 ноября 1989 года по 18 апреля 1991 года. Всего выпущено 56 серий аниме. Сериал также транслировался на английском языке по телеканалу Disney Channel на территории Малайзии и других азиатских стран. Также по мотивам манги был создан короткометражный мультфильм, вышедший в 1990 году.

## Сюжет
Однажды к обыкновенной земной девочке по имени Эри прибывают инопланетяне, чтобы сообщить, что девочка стала одной из главных кандидаток в жёны принцу из их родной планеты «Маль». Один из инопланетян, похожий на мышонка остаётся на Земле, чтобы подготовить возможную будущую принцессу к предстоящей женитьбе.

## Список персонажей
Тимпуй (яп. チンプイ)
Сэйю: Дзюнко Хори
Инопланетянин, похожий внешне на мышонка. Имеет цель подготовить Эри к предстоящей свадьбе с принцем из родной планеты.
Эри Касуги (яп. 春日エリ)
Сэйю: Мэгуми Хаясибара
12-ти летняя девочка-сорванец, а также лучший друг для Тимпуй и Вандерую
Вандерю (яп. ワンダユウ Вандэю:)
Сэйю: Дзёдзи Янами
Инопланетянин-собака, который иногда помогает Эри. Тимпуй называет его дедушкой.
Утики (яп. 内木)
Лучший друг Эри, слабоумный но очень добрый мальчик.